# Нижнеяшкино
Нижнеяшкино — село в Яшкинском районе Кемеровской области России. Входит в состав Пачинского сельского поселения.

## История
Основано в 1881 году. В 1911 году в деревне, входившей в состав Пачинской волости Томского уезда, имелось 80 дворов и проживало 398 человек (197 мужчин и 201 женщина). Имелась церковно-приходская школа.
По данным 1926 года имелось 101 хозяйство и проживало 448 человек (в основном — русские). Функционировала школа I ступени. В административном отношении село являлась центром Нижнеяшкинского сельсовета Тайгинского района Томского округа Сибирского края.

## География
Село находится в северной части Кемеровской области, в юго-восточной части Западно-Сибирской равнины, на левом берегу реки Большая Яшка, к юго-востоку от посёлка городского типа Яшкино, административного центра района. Абсолютная высота — 190 метров над уровнем моря.

### Часовой пояс
Село Нижнеяшкино, как и вся Кемеровская область, находится в часовой зоне МСК+4. Смещение применяемого времени относительно UTC составляет +7:00.

## Население
| 2010 |
| ---- |
| 265  |

Гендерный состав
По данным Всероссийской переписи населения 2010 года в гендерной структуре населения мужчины составляли 51,7 %, женщины — соответственно 48,3 %.
Национальный состав
Согласно результатам переписи 2002 года, в национальной структуре населения русские составляли 98 % из 290 чел.

## Улицы
Уличная сеть села состоит из семи улиц.